# Cereopsius spilotoides
Cereopsius spilotoides är en skalbaggsart som beskrevs av Stefan von Breuning 1974. Cereopsius spilotoides ingår i släktet Cereopsius och familjen långhorningar.
Artens utbredningsområde är Filippinerna. Inga underarter finns listade i Catalogue of Life.